# Litas

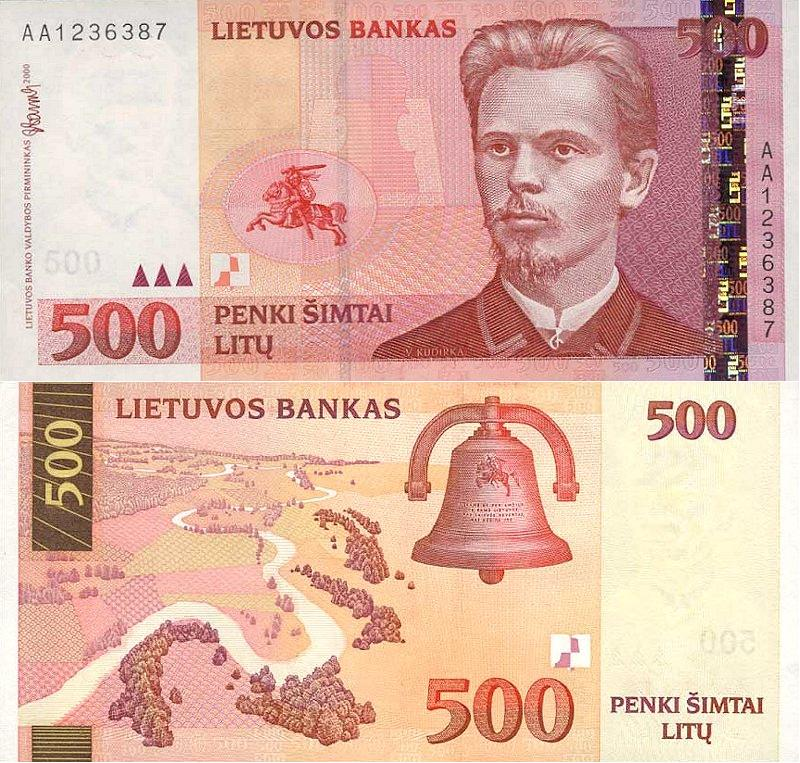
Bitllet de 500 litas de l'any 2000

El litas (en plural litai entre el 2 i el 9, i litų per a 10 o superior) va ser la moneda de curs legal a Lituània entre 1922 i 1941 i entre 1993 i 2015, fins a la substitució definitiva per l'euro. El codi ISO 4217 era LTL i l'abreviació Lt. Se subdividia en 100 cèntims, en lituà centas per al singular, centai del 2 al 9 i centų per a 10 o més.

## Història
Els primers litas es van emetre el 22 d'octubre del 1922, en substitució del marc oriental i el ruble oriental, que s'havien introduït durant l'ocupcació alemanya de la Primera Guerra Mundial. El canvi es va fer a raó de 10 litas per dòlar i es va dividir la moneda en 100 cèntims. El 1940 es va crear la República Socialista Soviètica de Lituània i s'hi va introduir el ruble soviètic a raó d'1 ruble per 1,11 litas.
Just després de la caiguda de la Unió Soviètica es va reemplaçar el ruble pel talonas i el 1993 es va tornar a introduir el litas a raó d'1 litas per 100 talonas.
Entre l'1 d'abril del 1994 i el 31 de gener del 2002 el litas estava lligat al dòlar a raó de 4 litas per dòlar. L'1 de febrer del 2002 el litas es va associar a l'euro a raó de 3,4528 litas per euro. El 28 de juny del 2004 el litas es va adherir al mecanisme europeu de taxes de canvi (ERM II) després de l'entrada del país a la Unió Europea. El 23 de juliol de 2014 el Consell de la UE aprovà l'adopció de l'euro a Lituània i fixà el tipus de canvi a 3,4528 LTL per EUR. L'1 de gener de 2015 començà a circular l'euro. Els litas deixaran de ser de curs legal el 16 de gener de 2015.

## Monedes i bitllets

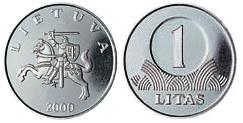
Moneda d'1 litas de l'any 2000

Emès pel Banc de Lituània (Lietuvos bankas), en el moment de la seva substitució per l'euro en circulaven monedes d'1, 2, 5, 10, 20 i 50 cèntims i d'1, 2 i 5 litas, i bitllets de 10, 20, 50, 100, 200 i 500 litas.